# Guz liściasty
Guz liściasty (łac. tumor phylloides, ang. phyllodes tumor, PT) – nowotwór gruczołu mlekowego, w większości przypadków łagodny. Zmiany złośliwe mają tendencję tylko do lokalnych nawrotów, naciekając podścielisko.

## Morfologia
Guz liściasty w przekroju przypomina przekrojona główkę kapusty, skąd pochodzi jego nazwa. W większości przypadków guz ma strukturę zrazikową i torbielowatą. 
Nowotwór ten wywodzi się z podścieliska zrazików, rzadziej z gruczolakowłókniaków. Guzy mogą być drobne, o średnicy 3–4 cm, ale większość osiąga olbrzymie rozmiary rozpychając pierś. Od gruczolakowłókniaków odróżnia je bogatsze podścielisko łącznotkankowe i większa komórkowość guza.

## Klasyfikacja ICD10
| kod ICD10     | nazwa choroby                                                                          |
| ------------- | -------------------------------------------------------------------------------------- |
| ICD-10: C50   | Nowotwór złośliwy piersi                                                               |
| ICD-10: C50.0 | Brodawka i otoczka brodawki sutkowej                                                   |
| ICD-10: C50.1 | Centralna część piersi                                                                 |
| ICD-10: C50.2 | Kwadrant górny wewnętrzny piersi                                                       |
| ICD-10: C50.3 | Kwadrant dolny wewnętrzny piersi                                                       |
| ICD-10: C50.4 | Kwadrant górny zewnętrzny piersi                                                       |
| ICD-10: C50.5 | Kwadrant dolny zewnętrzny piersi                                                       |
| ICD-10: C50.6 | Część pachowa piersi                                                                   |
| ICD-10: C50.8 | Zmiana przekraczająca granice jednego umiejscowienia w obrębie piersi                  |
| ICD-10: C50.9 | Pierś, umiejscowienie nieokreślone                                                     |
| ICD-10: D24   | Nowotwór niezłośliwy piersi                                                            |
| ICD-10: D48   | Nowotwory o niepewnym lub nieznanym charakterze o innym i nieokreślonym umiejscowieniu |
| ICD-10: D48.6 | Pierś                                                                                  |